# Le Jihad butlérien
Le Jihad butlérien (titre original : The Machine Crusade) est un roman de science-fiction de Brian Herbert et Kevin J. Anderson paru en 2003 puis traduit en français et publié en 2004.
Il s'agit du deuxième tome d'une trilogie appelée Dune, la genèse qui précède la saga initiale de Dune mais également tous les autres écrits de Dune.
Les titres des traductions françaises des deux premiers tomes sont étonnamment inversés par rapport aux titres originaux. Cela peut néanmoins se justifier puisque le deuxième tome est entièrement tourné sur les années du Jihad butlérien, qui n'a été déclenché que dans les dernières pages du premier tome, plutôt centré sur l'affrontement entre les humains et les machines.
Ce roman relate douze années du Jihad butlérien (de l'an 25 à 37) qui verront disparaître tragiquement nombre des protagonistes majeurs de ces événements.

## Résumé
Vingt-trois années ont passé depuis la première destruction par la Ligue des Nobles d'une version du « suresprit » Omnius, le réseau multiforme et intelligent qui dirige les machines pensantes. Cette grande victoire des êtres humains est intervenue une année après l'assassinat sur la Terre du fils de Serena Butler, Manion, par le robot indépendant Érasme, assassinat qui a marqué le début du Jihad butlérien. Ce Jihad est incarné et dirigé par le Grand Patriarche du Jihad Iblis Ginjo et par la Prêtresse du Jihad, Serena Butler, même si cette dernière s'est peu à peu écartée des décisions. Pendant plus de deux décennies, de nombreux combats ont ensuite eu lieu entre l'Armée du Jihad, incarnation militaire de la Ligue, et les machines, une période marquée par un relatif équilibre des forces : victoires humaines de Poritrin, Tyndall et IV Anbus, défaites d'Honru, Ellram, Péridot et Corrin.
En 177 AG, l'Armée du Jihad, commandée par Xavier Harkonnen et Vorian Atréides, parvient à repousser l'attaque des machines sur IV Anbus. Les humains commencent à poursuivre les vaisseaux robots en déroute mais des vaisseaux pilotés par les des cymeks font alors irruption. Agamemnon, Junon et Dante réussissent à capturer Vergyl Tantor, le frère cadet de Xavier, qu'ils torturent ensuite à mort.
Un an plus tard, Omnius, en désaccord avec Érasme à propos de la capacité des humains à se différencier des animaux et à être éduqués, propose à ce dernier de prendre un enfant au hasard parmi ses esclaves et de tenter de le faire devenir brillant et quasiment l'égal des machines. L'enfant choisi est âgé de neuf ans et s'appelle Gilbertus Albans.
En 175 AG, Vorian Atréides, fils du Titan Agamemnon mais qui a pris fait et cause des humains, reprogramme la gelsphère contenant l'Omnius de mise à jour qu'il avait dérobé un quart de siècle auparavant afin d'introduire des bugs qui mènerait à des dysfonctionnements irréparables. Vorian se rend alors aux alentours de la Terre afin d'y retrouver le vaisseau destiné au transport des répliques d'Omnius piloté par le robot Seurat. Le vaisseau est à la dérive depuis que Vorian avait désactivé Seurat à son insu vingt-cinq ans plus tôt. Vorian replace la gelsphère dans le vaisseau et lance une réactivation de Seurat qui prendra une journée. Il quitte le vaisseau, fier de son cheval de Troie. Seurat, une fois de nouveau fonctionnel, se rend sur Bela Tegeuse et délivre la mise à jour d'Omnius. Une fois Seurat parti pour un autre monde synchronisé, l'Omnius local dysfonctionne irrémédiablement. Il en est ensuite de même sur quelques autres planètes synchronisées.
Durant un voyage stellaire, la navette spatiale d'Iblis Ginjo est capturée par un astéroïde qui s'avère être un vaisseau piloté par le Titan cymek Hécate, qui n'a plus été vu depuis mille ans. Cette dernière propose à Iblis Ginjo d'aider les humains dans leur lutte contre les machines pensantes. Iblis Ginjo accepte, mais lui demande de garder le secret sur son aide. La première action d'Hécate consiste à aider l'Armée du Jihad à délivrer la planète Ix de la domination d'Omnius.
Un an plus tard, Seurat se rend sur Corrin, où se trouve Érasme. Une fois la mise à jour d'Omnius faite et le début de son dysfonctionnement, Érasme comprend que la mise à jour a été corrompue ; il efface la version actuelle  d'Omnius et installe une précédente version puis demande à Seurat de se débarrasser de sa gelsphère corrompue.
Sur Poritrin, Norma Cenva s'est dissociée des recherches du scientifique Tio Holtzman. Travaillant depuis quelques années sur le concept d'espace plissé, elle met enfin en application son travail sur des moteurs devant permettre à un vaisseau de franchir l'espace plissé. Peu avant de pouvoir enfin tester ce vaisseau, elle est expulsée de la planète par Tio Holtzman qui désire s'emparer du résultat de ses recherches. Mais une violente révolte d'esclaves zenchiites pousse un groupe de cent-un esclaves zensunni non-violents, dirigé par Ishmaël, à s'emparer du vaisseau pour fuir Poritrin, capturant par la même occasion le Tlulaxa Tuk Keedair et l'obligeant à piloter le vaisseau. Tuk Keedair entre les seules coordonnées stellaires qu'il connaisse, à savoir celles de la planète Arrakis depuis laquelle il organise depuis quelques années l'exportation de l'épice avec son associé Aurelius Venport. Au cours son voyage de retour vers sa planète natale Rossak, Norma Cenva est capturée par le Titan cymek Xerxès. Ce dernier lui inflige des tortures extrêmes qui aboutissent bien malgré lui à l'éveil d'un immense pouvoir psychique présent dans ses gênes issus de sa lignée de sorcières de Rossak. Elle détruit alors Xerxès puis reconfigure son corps mutilé. Elle se rend ensuite sur la planète Kolhar avec le vaisseau de Xerxès en vue d'y faire construire une flotte de vaisseaux spatiaux équipés de moteurs pouvant franchir l'espace plissé.
En 173 AG, les Zensunni ayant survécu sur Arrakis, au nombre de cinquante-sept, sont récupérés par une tribu autochtone de Zensunni dont le chef Selim, premier chevaucheur du ver des sables, vient de mourir l'année précédente. Agamemnon, Junon et Dante commencent à créer des néo-cymeks sur Bela Tegeuse dans le but de former une armée pour affronter et vaincre Omnius.
En 166 AG, Gilbertus Albans reçoit par Érasme un traitement d'allongement de la vie.
En 165 AG, après des années de construction, Aurelius Venport et Norma Cenva sont en possession d'une petite flotte de vaisseaux spatio-plisseurs. Mais les voyages à leur bord sont très risqués car leurs trajectoires les font parfois rencontrer des étoiles ou des planètes, entraînant leurs destructions. Norma Cenva, à la suite d'une ingestion de l'épice d'Arrakis, commence à entrevoir comment guider ces vaisseaux. Mais cela ne sera pas pour tout de suite car Serena Butler a appris l'année précédente l'existence de cette nouvelle technologie et a expressément demandé à Aurelius Venport de transférer la propriété de cette flotte à l'Armée du Jihad, ce qu'il n'a pu lui refuser.
En 164 AG, l'Armée du Jhihad prend possession sur Kolhar d'une petite flotte de vaisseaux spatio-plisseurs. Alors que cet événement semble enfin donner aux humains une possibilité de vaincre les machines, six Cogitors se rendent sur Salusa Secundus après avoir négocié en secret une trêve avec Omnius. Ils proposent une trêve aux parlementaires de la Ligue des Nobles qui l'acceptent aussitôt. Mais Serena Butler et Iblis Ginjo la refusent : la première se propose d'aller directement sur Corrin pour sceller la trêve avec Omnius, dans le but secret de le provoquer afin qu'il la tue et fasse d'elle une martyre ; le second met en place un complot visant à la tuer si Omnius ne le fait pas. C'est finalement ce complot qui se réalise car Érasme comprend le plan de Serena Butler et empêche Omnius de la tuer. Cette dernière est donc assassinée par les gardes qui devaient la protéger et Iblis Ginjo fait diffuser des images de sa mort, images filmées en utilisant un clone de la Prêtresse du Jihad qu'il avait fait créer dix ans plus tôt lors d'une visite de Serena Butler sur Tlulax. Cette mort interrompt la trêve et relance très fortement le Jihad.
En parallèle, durant un voyage stellaire, le vaisseau sur lequel se trouvent Aurelius Venport et Zufa Cenva est arraisonné par Hécate. Zufa Cenva utilise alors on pouvoir mental pour une attaque suicide qui tue Hécate mais entraîne également sa mort ainsi que celle d'Aurelius Venport.
Ilbis Ginjo et Xavier Harkonnen se rendent sur Tlulax afin de proposer à ses dirigeants de rejoindre la Ligue des Nobles. Un ancien militaire ayant servi sous les ordres de Xavier Harkonnen réussit à s'échapper de la zone où il est enfermé et à rejoindre Xavier Harkonnen. Il lui dévoile son sort d'esclave humain utilisé comme banque d'organes afin de pallier la trop faible productivité de l'industrie du clonage. Il lui explique également que dans le passé, plusieurs attaques attribuées aux machines n'étaient en fait que des raids lancés par des Tlulaxa, sous la bénédiction d'Ilbis Ginjo, afin de capturer de nombreux êtres humains dont les organes ont ensuite été vendus à la Ligue des Nobles en lieu et place d'organes clonés. Sur le chemin du retour, Xavier Harkonnen obtient des aveux du Grand Patriarche du Jihad quant à son implication dans la mort de Serena Butler. N'ayant pas de preuve pour le faire condamner, le militaire se résout à se sacrifier et il envoie son vaisseau dans le cœur d'une étoile, les tuant tous les deux, non sans avoir au préalable demandé au seul militaire qui l'accompagnait de partir à bord d'un petit chasseur spatial pour prévenir Vorian Atréides de la traîtrise d'Ilbis Ginjo.

## Éditions
- The Machine Crusade, Tor Books, 16 septembre 2003, 701 p.  (ISBN 0-765-30158-X)
- Le Jihad butlérien, Robert Laffont, coll. « Ailleurs et Demain », 22 avril 2004, trad. Michel Demuth, 689 p.  (ISBN 2-221-09852-8)
- Le Jihad butlérien, Pocket, coll. « Science-fiction » no 5984, 15 mai 2008, trad. Michel Demuth, 864 p.  (ISBN 978-2-266-18378-9)